# Гниловоди (притока Стрипи)
Гниловоди, Мозолівка — річка в Україні у Тернопільському районі Тернопільської області. Права притока річки Стрипи (басейн Дністра).

## Опис
Довжина річки 12 км, похил річки 4,6 м/км  площа басейну водозбіру 32,1км² , найкоротша відстань між витоком і гирлом — 10,50  км, коефіцієнт звивистості річки — 1,14 . Формується багатьма струмками та загатами.

## Розташування
Бере початок на південно-східній стороні від села Сільце. Тече переважно на південний схід через село Гниловоди і у селі Киданів впадає у річку Стрипу, ліву притоку річки Дністра.

## Цікаві факти
- У селі Киданів річку перетинає автошлях Т 2006[4] (автомобільний шлях територіального значення в Тернопільській області. Проходить територією Тернопільського (зокрема, через Купчинці, Ішків, Соколів, Вишнівчик, Зарваницю) та Чортківського (села Киданів, Бобулинці, Осівці, Старі Петликівці, Білявинці, Переволока) районів.).